# Le Manteau (Buzzati)
Pour les articles homonymes, voir Le Manteau (homonymie).
Le Manteau (Il mantello)  est une nouvelle fantastique de l'écrivain italien Dino Buzzati, publiée en 1942 dans le recueil  I sette messaggerri.
La traduction en français paraît en 1968 dans le recueil Les Sept Messagers.

## Résumé
Giovanni, jeune soldat de retour de campagne, revient rendre visite à sa mère. Sa mère est heureuse quoique surprise de le voir et décontenancée par sa pâleur et par la présence d'un mystérieux compagnon qui ne veut pas entrer se désaltérer. 
Bientôt, pressé par son compagnon, Giovanni doit repartir pour rejoindre son poste, mais il ne peut pas cacher jusqu'au bout sa profonde blessure qui ne saigne plus. 
Peu après, son compagnon remmène Giovanni pour sa dernière campagne.

## Éditions françaises
- In Les Sept Messagers, recueil de vingt nouvelles de Dino Buzzati, traduction de Michel Breitman, Paris, Robert Laffont, coll. « Pavillons », 1968
- In Les Sept Messagers, Paris, UGE, coll. « 10/18. Domaine étranger » no 1519, 1982  (ISBN 2-264-00478-9)